# Savigneux (Loira)
Savigneux és un municipi francès situat al departament del Loira i a la regió d'Alvèrnia-Roine-Alps. L'any 2007 tenia 3.066 habitants.

## Demografia

### Població
El 2007 la població de fet de Savigneux era de 3.066 persones. Hi havia 1.236 famílies de les quals 320 eren unipersonals (108 homes vivint sols i 212 dones vivint soles), 400 parelles sense fills, 428 parelles amb fills i 88 famílies monoparentals amb fills.
La població ha evolucionat segons el següent gràfic:
Habitants censats

### Habitatges
El 2007 hi havia 1.356 habitatges, 1.263 eren l'habitatge principal de la família, 31 eren segones residències i 62 estaven desocupats. 1.111 eren cases i 238 eren apartaments. Dels 1.263 habitatges principals, 866 estaven ocupats pels seus propietaris, 369 estaven llogats i ocupats pels llogaters i 28 estaven cedits a títol gratuït; 12 tenien una cambra, 72 en tenien dues, 203 en tenien tres, 390 en tenien quatre i 586 en tenien cinc o més. 987 habitatges disposaven pel capbaix d'una plaça de pàrquing. A 547 habitatges hi havia un automòbil i a 592 n'hi havia dos o més.

### Piràmide de població
La piràmide de població per edats i sexe el 2009 era:
| Homes | Edats   | Dones |
| ----- | ------- | ----- |
| 0     | 95 o +  | 1     |
| 5     | 90 a 94 | 9     |
| 13    | 85 a 89 | 16    |
| 8     | 80 a 84 | 7     |
| 33    | 75 a 79 | 36    |
| 54    | 70 a 74 | 78    |
| 60    | 65 a 69 | 66    |
| 83    | 60 a 64 | 69    |
| 43    | 55 a 59 | 52    |
| 81    | 50 a 54 | 88    |
| 112   | 45 a 49 | 114   |
| 126   | 40 a 44 | 116   |
| 111   | 35 a 39 | 107   |
| 74    | 30 a 34 | 90    |
| 80    | 25 a 29 | 66    |
| 70    | 20 a 24 | 54    |
| 95    | 15 a 19 | 118   |
| 95    | 10 a 14 | 118   |
| 116   | 5 a 9   | 86    |
| 92    | 0 a 4   | 54    |

## Economia
El 2007 la població en edat de treballar era de 1.968 persones, 1.471 eren actives i 497 eren inactives. De les 1.471 persones actives 1.372 estaven ocupades (724 homes i 648 dones) i 99 estaven aturades (38 homes i 61 dones). De les 497 persones inactives 154 estaven jubilades, 197 estaven estudiant i 146 estaven classificades com a «altres inactius».

### Ingressos
El 2009 a Savigneux hi havia 1.285 unitats fiscals que integraven 3.169 persones, la mediana anual d'ingressos fiscals per persona era de 17.936 €.

### Activitats econòmiques
Dels 193 establiments que hi havia el 2007, 3 eren d'empreses extractives, 7 d'empreses alimentàries, 2 d'empreses de fabricació de material elèctric, 25 d'empreses de fabricació d'altres productes industrials, 26 d'empreses de construcció, 55 d'empreses de comerç i reparació d'automòbils, 10 d'empreses de transport, 11 d'empreses d'hostatgeria i restauració, 2 d'empreses d'informació i comunicació, 6 d'empreses financeres, 6 d'empreses immobiliàries, 22 d'empreses de serveis, 9 d'entitats de l'administració pública i 9 d'empreses classificades com a «altres activitats de serveis».
Dels 47 establiments de servei als particulars que hi havia el 2009, 1 era una oficina de correu, 11 tallers de reparació d'automòbils i de material agrícola, 2 tallers d'inspecció tècnica de vehicles, 5 paletes, 4 guixaires pintors, 5 fusteries, 6 lampisteries, 2 electricistes, 1 perruqueria, 7 restaurants, 2 agències immobiliàries i 1 tintoreria.
Dels 15 establiments comercials que hi havia el 2009, 2 eren supermercats, 3 fleques, 2 carnisseries, 2 llibreries, 1 una botiga de mobles, 1 una botiga de material esportiu, 2 drogueries i 2 floristeries.
L'any 2000 a Savigneux hi havia 38 explotacions agrícoles que ocupaven un total de 954 hectàrees.

## Equipaments sanitaris i escolars
El 2009 hi havia 1 centre de salut, 1 farmàcia i 2 ambulàncies.
El 2009 hi havia 1 escola maternal i 1 escola elemental.

## Poblacions més properes
El següent diagrama mostra les poblacions més properes.